# 小原直
小原 直（おはら なおし、1877年（明治10年）1月24日 - 1967年（昭和42年）9月8日）は、日本の検察官、政治家、弁護士。岡田内閣、阿部内閣、第5次吉田内閣で司法大臣・法務大臣などの閣僚を務める。新潟県長岡市出身。

## 人物
新潟県古志郡長岡弓町（長岡本町、長岡町を経て現：長岡市）に、旧長岡藩士田中敬次郎の三男として生まれる。その後、長岡裁判所検事・元会津藩士小原朝忠の養子となり「小原」姓を名乗る。新潟県第七中学区公立第一番小学校（現：長岡市立阪之上小学校）、旧制：新潟県立長岡中学校（現：新潟県立長岡高等学校）から、麹町区永田町の橋本圭三郎宅の書生となり共立学校四年級に編入。旧制第一高等学校では松平恒雄（宮内大臣、初代参議院議長）、長島隆二（大蔵省理財局長心得、政友会代議士、桂太郎総理の娘婿）らと同級であった。1902年（明治35年）東京帝国大学法科大学法律学科を卒業し、同年7月に司法省採用となり、東京地方裁判所判事に任用される。当時の上司倉富勇三郎から見込まれ、千葉地方裁判所検事として赴任。以後、検事の道を進む。
小原は、検察官在任中に東京地裁検事局検事正 小林芳郎の下で、南谷知悌、古賀行倫、武富済、小山松吉、大田黒英記らと日本製糖汚職事件（日糖事件）で家宅捜索と贈収賄者の取調べを担当した。日糖事件の取調べ段階で発覚したものの桂太郎総理より本件捜査の見合わせを余儀なくされた内外石油事件では、小原、武富で事件担当となった。幸徳事件、シーメンス事件、大浦事件、八幡製鉄所汚職事件、朴烈事件などを担当、特に、幸徳事件では宮下太吉と管野スガの取り調べを担当した。また、シーメンス事件では主任検事を担当した。
田中義一内閣の原嘉道司法大臣の下で司法次官に抜擢され、以後、濱口・犬養・齋藤内閣の司法次官を務める。また、この時期に各省次官合同会議で外務次官であった吉田茂と親交を結び、戦後死去するまで交友関係が続いた。

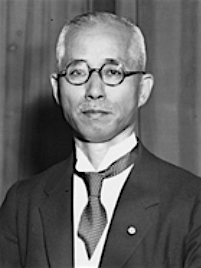
小原直

岡田内閣の司法大臣在任中、帝人事件、天皇機関説事件、二・二六事件が起き、特に、二・二六事件では、総理秘書官・迫水久常から、反乱軍に殺害されたとされていた岡田啓介総理の生存がいち早く伝えられ、その事実が確認されると、岡田の参内を強く主張し、不敬を理由に反対する他の一部閣僚の反対を押し切った。しかし、次期広田内閣では留任が望まれていたにも拘らず、陸軍から陸軍大臣内定者寺内寿一の名において国体明徴問題などの処置に難ありとして組閣への干渉を受けたため、吉田茂、下村宏と共に入閣を阻止された。
阿部内閣では、第一次近衛内閣・平沼内閣時代に司法大臣であった塩野季彦の反対を受け司法大臣に就任できず、代わりに内務大臣兼厚生大臣に任じられた。これは、当時の司法界における経済検事（捜査検事）系列の小原閥に対する思想検事系列の塩野閥の対立の結果と見られている。
閣僚退任後は弁護士業を開業し、戦後に至り、公職追放となる。
戦後、昭和電工事件では迫水久常の弁護を担当し、迫水唯一人のみ一審段階で無罪となった。指揮権発動で辞職に追い込まれた犬養健の後任である加藤鐐五郎の後を継ぎ、第5次吉田内閣で法務大臣を務めた。会津会会員。

## 略歴
- 1877年（明治10年）1月24日 - 生
- 1883年（明治16年）4月1日 - 古志郡立阪之上校入学
- 1890年（明治23年）4月1日 - 新潟県立長岡中学校入学
- 1892年（明治25年）4月1日 - 共立学校編入
- 1895年（明治28年）7月1日 - 第一高等学校第一部 無試験入学
- 1898年（明治31年）7月1日 - 東京帝國大学法科大学法律学科入学
- 1902年（明治35年）7月1日 - 東京帝國大学法科大学法律学科卒業
  - 7月28日 - 司法官試補 静岡地方裁判所勤務
- 1905年（明治37年）2月 - 東京地方裁判所判事
  - 10月28日 - 千葉地方裁判所検事
- 1908年（明治41年）3月31日 - 東京区裁判所検事兼東京地方裁判所検事
- 1927年（昭和2年）4月20日 - 田中内閣司法次官
- 1934年（昭和9年）7月8日 - 岡田内閣司法大臣
- 1936年（昭和11年）3月9日 - 内閣総辞職 免 司法大臣
  - 9月2日 - 貴族院議員勅選[6]
- 1939年（昭和14年）8月30日 - 阿部内閣内務大臣兼厚生大臣
  - 11月28日 - 免 厚生大臣兼務
- 1940年（昭和15年）1月14日 - 内閣総辞職 免 内務大臣
- 1945年（昭和20年）11月2日 - 司法制度改正審議会委員
- 1946年（昭和21年）4月24日 - 貴族院議員 免[7]
- 1954年（昭和29年）6月19日 - 第5次吉田内閣法務大臣
  - 12月9日 - 内閣総辞職 免 法務大臣
- 1966年（昭和41年）9月9日 - 長岡市名誉市民表彰[8]
- 1967年（昭和42年）9月8日 - 死去。没後に従二位追叙。

## 栄典
- 1930年（昭和5年）12月5日 - 帝都復興記念章[9]

## 著作
- 小原直回顧録 （中公文庫） ISBN 4-12-201365-8 C1132

## 親族
- 田中敬次郎 ‐ 父。長岡藩士
- 平沢越郎 ‐実弟。台湾電力理事。元福山藩士で石川島造船所専務取締役などを務めた平沢道次（1843年生）の養子[10][11]。東京帝国大学法科大学政治科卒業後、日本銀行、茂木銀行、七十四銀行役員を経て数多くの会社役員を務めた。岳父に外交官の橋口直右衛門。[12]
- 平沢道雄 ‐ 甥（越郎の長男）。東京帝国大学経済学部で大内兵衛に師事、最優等の成績で卒業し、大内から平賀譲の助手に推薦されたが平賀粛学に巻き込まれ、在学中に滝川事件などに関わって検挙されたことをもって教授会に大学残留を拒否され、日本銀行に入ったが、フィリピンで戦死した。一高時代から戸谷敏之と並ぶ俊才として知られ、伊藤律とも同学年。伊藤は思想を棄ててエリートコースに戻った平沢が自分に汚名を着せたとして批判した。[13][14][15]
- 生駒高常 - 妻・豊子の弟。石川県知事・台中州知事。岳父に田艇吉。
- 芳賀栄次郎 - 養母の兄弟。
- 望月軍四郎 ‐ 三男・誠の岳父。
- 関根長三郎 ‐ 二女・初枝の夫・関根太郎の弟。祖父に小坂善之助、伯父に小坂順造、小坂武雄。長三郎の岳父に正力松太郎。
- 高木健吉 ‐ 四女・英子の舅。岳父に荘清次郎、相婿に荒木光太郎、福島繁太郎、男爵西村敬三。